# Большая Речка (приток Пеномы)
Большая Речка — река в России, протекает в Вохомском районе Костромской области. Устье реки находится в 18 км по левому берегу реки Пенома. Длина реки составляет 16 км, площадь водосборного бассейна 102 км². В 3 км от устья принимает по правому берегу реку Поникшонок.
Большая Речка берёт начало в лесах близ границы с Вологодской областью в 55 км к востоку от Никольска и в 48 км к северо-востоку от посёлка Павино. Генеральное направление течения — юг, крупнейшие притоки — Малая Речка (левый), Поникшонок (правый). Впадает в Пеному ниже деревни Большая Речка.

## Данные водного реестра
По данным государственного водного реестра России, относится к Верхневолжскому бассейновому округу, водохозяйственный участок реки — Ветлуга от истока до города Ветлуга, речной подбассейн реки — Волга от впадения Оки до Куйбышевского водохранилища (без бассейна Суры). Речной бассейн реки — (Верхняя) Волга до Куйбышевского водохранилища (без бассейна Оки).
По данным геоинформационной системы водохозяйственного районирования территории РФ, подготовленной Федеральным агентством водных ресурсов:
- Код водного объекта в государственном водном реестре — 08010400112110000041042
- Код по гидрологической изученности (ГИ) — 110004104
- Код бассейна — 08.01.04.001
- Номер тома по ГИ — 10
- Выпуск по ГИ — 0